# Бородай Олександр Іванович

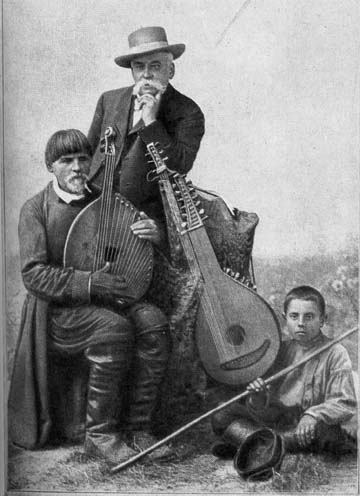
Олександр Бородай (стоїть) і кобзар Гнат Гончаренко

Олекса́ндр Іва́нович Борода́й (1844 —  1919) — бандурист.

## Життєпис
Американський підданний. Військовий інженер. Торбаніст. Викладач у Музично-драматичній школі М. В. Лисенка. Заарештований 1919 року та розстріляний більшовиками.
Знавець кобзарської справи. Сприяв у записанні кобзарів на валиках (Preservation of kobzar music).
1904 року в Харкові купив бандуру Гната Гончаренка.
1906 року був у комісії в справах класу кобзарства в Лисенківській музичній школі в Києві. Заангажував Олександра Кошиця на написання підручника гри на бандурі. Мав бути спонсором підручника гри на бандурі Гната Хоткевича, але посварився з ним.
Купив 8 фонографів, які 1908 року використовували Леся Українка, Опанас Сластіон та Філарет Колесса для запису кобзарів.